# Drassyllus mazus
Drassyllus mazus Platnick & Shadab, 1982 è un ragno appartenente alla famiglia Gnaphosidae.

## Etimologia
Il nome proprio deriva da un'arbitraria combinazione di lettere, come indicato dallo stesso descrittore nella pubblicazione. In realtà sembra comunque riferirsi in parte alla località messicana di rinvenimento: Mazamitla.

## Caratteristiche
Fa parte dell'insularis-group di questo genere: ha varie somiglianze con D. coajus; se ne distingue per la forma triangolare dell'epigino.
L'olotipo femminile rinvenuto più grande ha lunghezza totale è di 4,69mm; la lunghezza del cefalotorace è di 1,89mm; e la larghezza è di 1,43mm.

## Distribuzione
La specie è stata reperita nel Messico occidentale: 3 miglia a sud di Mazamitla, cittadina dello stato di Jalisco.

## Tassonomia
Al 2015 non sono note sottospecie e dal 1982 non sono stati esaminati nuovi esemplari